# Daniel Vidal Escartí
Daniel Vidal Escartí és un mestre i polític valencià.

## Trajectòria política
És Llicenciat en Filosofia i Lletres (Secció Ciències de la Informació) i ha treballat com a mestre al Centre d'Ensenyaments Integrats de Xest. Militant del PSPV-PSOE, va substituir Joan Lerma i Blasco quan renuncià al seu escó al Congrés dels Diputats per tal de presentar-se a les eleccions a les Corts Valencianes de 1983. Fou secretari primer de la Comissió de Defensa del Congrés de 1984 a 1986. El 1987, durant la tercer legislatura del Congrés dels Diputats, va substituir al diputat Francisco Javier Sanz Fernández. De 1987 a 1989 fou vocal de les comissions de Defensa i de Política Social i de Treball del Congrés.